# Seznam nagrad in nominacij, ki jih je prejela Avril Lavigne
To je seznam nagrad in nominacij, ki jih je prejela kanadska pevka in tekstopiska Avril Lavigne. Avril Lavigne je v svoji enajst let dolgi karieri izdala štiri albume in za svoje delo prejela več kot sto nagrad in skoraj sto nominacij; med drugim je bila nominirana za osem grammyjev.

## AG Canadian Hair Cosmetics Awards
| Leto | Delo          | Kategorija                              | Osvojeno? |
| ---- | ------------- | --------------------------------------- | --------- |
| 2008 | Avril Lavigne | Najljubša frizura kanadskega glasbenika | Da        |

## ASCAP Film and Television Music Awards
| Leto | Delo           | Kategorija                         | Osvojeno? |
| ---- | -------------- | ---------------------------------- | --------- |
| 2003 | »Complicated«  | Najboljša pop pesem                | Da        |
| 2004 | »I'm With You« | Največkrat izvajana pesem iz filma | Da        |

## Best Fuse
| Leto | Delo          | Kategorija                     | Osvojeno? |
| ---- | ------------- | ------------------------------ | --------- |
| 2007 | Avril Lavigne | Najboljša glasbenica leta 2007 | Ne        |

## Billboard Music Awards
| Leto | Delo   | Kategorija      | Osvojeno? |
| ---- | ------ | --------------- | --------- |
| 2002 | Let Go | Najboljši album | Da        |

## BMI Awards
| Leto | Delo               | Kategorija          | Osvojeno? |
| ---- | ------------------ | ------------------- | --------- |
| 2003 | »Complicated«      | Najboljša pop pesem | Da        |
| 2004 | »I'm with You«     | Najboljša pop pesem | Da        |
| 2006 | »My Happy Ending«  | Najboljša pop pesem | Da        |
| 2009 | »When You're Gone« | Najboljša pop pesem | Da        |

## Brasil Music Awards
| Leto | Delo          | Kategorija          | Osvojeno? |
| ---- | ------------- | ------------------- | --------- |
| 2002 | Avril Lavigne | Najboljši glasbenik | Da        |
| 2003 | Let Go        | Najboljši album     | Da        |

## BRIT Awards
| Leto | Delo          | Kategorija                                         | Osvojeno? |
| ---- | ------------- | -------------------------------------------------- | --------- |
| 2003 | Avril Lavigne | Najboljša mednarodna samostojna ženska ustvarjalka | Ne        |
| 2003 | Avril Lavigne | Najboljši mednarodni prebojni ustvarjalec          | Ne        |
| 2003 | Avril Lavigne | Nagrada po izbiri oboževalcev                      | Ne        |
| 2005 | Avril Lavigne | Najboljši pop akt                                  | Ne        |
| 2005 | Avril Lavigne | Nagrada po izbiri oboževalcev                      | Ne        |

## Canadian Radio Music Awards
| Leto | Delo          | Kategorija                             | Osvojeno? |
| ---- | ------------- | -------------------------------------- | --------- |
| 2003 | »Losing Grip« | Najboljši nov rock/alternativni solo   | Da        |
| 2003 | »Complicated« | Najboljši novi pop solo                | Da        |
| 2003 | »Complicated« | Najboljši novi radijski solo           | Da        |
| 2003 | Avril Lavigne | Nagrada za ustvarjalca na vrhu lestvic | Ne        |
| 2003 | Avril Lavigne | Nagrada po izbiri oboževalcev          | Ne        |
| 2004 | Avril Lavigne | Nagrada po izbiri oboževalcev          | Da        |
| 2005 | Avril Lavigne | Nagrada po izbiri oboževalcev          | Da        |
| 2008 | Avril Lavigne | Nagrada po izbiri oboževalcev          | Da        |

## Capricho Awards
| Leto | Delo          | Kategorija                              | Osvojeno?          |
| ---- | ------------- | --------------------------------------- | ------------------ |
| 2007 | Avril Lavigne | Najboljši mednarodni ustvarjalec        | Ne                 |
| 2008 | Avril Lavigne | Najboljša mednarodna ženska ustvarjalka | Da                 |
| 2008 | »Girlfriend«  | Najboljši videospot na YouTubeu         | Ne                 |
| 2011 | Avril Lavigne | Najboljša mednarodna ženska ustvarjalka | Še neznan rezultat |
| 2011 | Avril Lavigne | Najboljši koncert v živo                | Še neznan rezultat |
| 2011 | Avril Lavigne | Najboljša mednarodna modna ikona        | Še neznan rezultat |

## CEW Beauty Awards
| Leto | Delo       | Kategorija       | Osvojeno? |
| ---- | ---------- | ---------------- | --------- |
| 2010 | Black Star | Dišava leta 2010 | Da        |

## ChartAttack.com
| Leto | Delo            | Kategorija                                  | Osvojeno? |
| ---- | --------------- | ------------------------------------------- | --------- |
| 2005 | Avril Lavigne   | Ženska nagrada - Najprivlačenjša Kanadčanka | Da        |
| 2005 | Avril Lavigne   | Najboljša frizura                           | Da        |
| 2005 | »Don't Tell Me« | Najboljše razbijanje ogledala v videospotu  | Da        |
| 2005 | »Don't Tell Me« | Najboljši videospot                         | Ne        |
| 2005 | »Don't Tell Me« | Najbolj neumen videospot                    | Ne        |
| 2007 | Avril Lavigne   | Ženska nagrada - Najprivlačnejša Kanadčanka | Da        |
| 2007 | Avril Lavigne   | Najboljša frizura                           | Ne        |
| 2007 | »Girlfriend«    | Najboljša pesem                             | Ne        |
| 2007 | »Girlfriend«    | Najboljši videospot                         | Ne        |
| 2007 | »Hot«           | Najboljši videospot                         | Ne        |
| 2009 | Avril Lavigne   | Ženska nagrada - Najprivlačnejša Kanadčanka | Da        |
| 2009 | Avril Lavigne   | Najboljša firzura                           | Da        |
| 2009 | Avril Lavigne   | Neumni dogodki v glasbi to leto             | Da        |
| 2009 | Avril Lavigne   | Sladki dogodki v glasbi to leto             | Ne        |
| 2010 | Avril Lavigne   | Ženska nagrada - Najprivlačnejša Kanadčanka | Da        |
| 2010 | »Alice«         | Najboljša pesem                             | Da        |
| 2010 | Avril Lavigne   | Najboljša frizura                           | Ne        |

## CMW Music Industry Awards
| Leto | Delo          | Kategorija                                | Osvojeno? |
| ---- | ------------- | ----------------------------------------- | --------- |
| 2003 | Avril Lavigne | Zgodba razvijanja kanadskega talenta leta | Da        |

## Common Sense Media Award
| Leto | Delo          | Kategorija          | Osvojeno? |
| ---- | ------------- | ------------------- | --------- |
| 2004 | Avril Lavigne | Najboljši glasbenik | Da        |

## Danish Music Awards
| Leto | Delo          | Kategorija                       | Osvojeno? |
| ---- | ------------- | -------------------------------- | --------- |
| 2003 | Avril Lavigne | Najboljši mednarodni ustvarjalec | Da        |

## Dome Awards
| Leto | Delo          | Kategorija                | Osvojeno? |
| ---- | ------------- | ------------------------- | --------- |
| 2009 | Avril Lavigne | Najboljša pevka leta 2009 | Ne        |

## ECHO Awards
| Leto | Delo          | Kategorija                            | Osvojeno? |
| ---- | ------------- | ------------------------------------- | --------- |
| 2003 | Avril Lavigne | Najboljši novi mednarodni ustvarjalec | Da        |
| 2008 | Avril Lavigne | Najboljši pop/rock ustvarjalec        | Ne        |

## EVM Awards
| Leto | Delo                                 | Kategorija                       | Osvojeno?          |
| ---- | ------------------------------------ | -------------------------------- | ------------------ |
| 2011 | »Smile (pesem, Avril Lavigne)«       | Najboljši alternativni videospot | Še neznan rezultat |
| 2011 | »Complicated (pesem, Avril Lavigne)« | Videospot desetletja             | Še neznan rezultat |

## FiFi Awards
| Leto | Delo           | Kategorija                                                   | Osvojeno? |
| ---- | -------------- | ------------------------------------------------------------ | --------- |
| 2010 | Black Star     | Ženska dišava leta                                           | Ne        |
| 2010 | Black Star     | Najbolje predstavljen ženski vpliv na popularno kulturo leta | Ne        |
| 2011 | Forbidden Rose | Najboljša dišava leta                                        | Ne        |
| 2011 | Forbidden Rose | Najbolje predstavljen vpliv na popularno kulturo leta        | Ne        |

## Galgalatz Awards
| Leto | Delo          | Kategorija       | Osvojeno? |
| ---- | ------------- | ---------------- | --------- |
| 2007 | Avril Lavigne | Ustvarjalec leta | Da        |

## Nagrade revijeGlamour
| Leto | Delo          | Kategorija                                  | Osvojeno? |
| ---- | ------------- | ------------------------------------------- | --------- |
| 2008 | Avril Lavigne | Najboljši mednarodni samostojen ustvarjalec | Ne        |

## Gold Disc Award Hong Kong
| Leto | Delo                | Kategorija               | Osvojeno? |
| ---- | ------------------- | ------------------------ | --------- |
| 2003 | Let Go              | Najboljših deset albumov | Da        |
| 2004 | Under My Skin       | Najboljših deset albumov | Da        |
| 2007 | The Best Damn Thing | Najboljših deset albumov | Da        |

## Grammyji
| Leto | Delo           | Kategorija                           | Osvojeno? |
| ---- | -------------- | ------------------------------------ | --------- |
| 2003 | Avril Lavigne  | Najboljši novi ustvarjalec           | Ne        |
| 2003 | »Complicated«  | Pesem leta                           | Ne        |
| 2003 | »Complicated«  | Najboljši ženski pop vokalni nastop  | Ne        |
| 2003 | »Sk8er Boi«    | Najboljši ženski rock vokalni nastop | Ne        |
| 2003 | Let Go         | Najboljši pop vokalni album          | Ne        |
| 2004 | »I'm with You« | Pesem leta                           | Ne        |
| 2004 | »I'm with You« | Najboljši ženski pop vokalni nastop  | Ne        |
| 2004 | »Losing Grip«  | Najboljši ženski rock vokalni nastop | Ne        |

## Imperio Music Awards
| Leto | Delo               | Kategorija                   | Osvojeno? |
| ---- | ------------------ | ---------------------------- | --------- |
| 2004 | Avril Lavigne      | Najboljša ženska ustvarjalka | Da        |
| 2004 | Avril Lavigne      | Ustvarjalec leta             | Da        |
| 2004 | »My Happy Ending«  | Videospot leta               | Da        |
| 2008 | »Girlfriend«       | Pesem leta                   | Da        |
| 2008 | »Girlfriend«       | Najboljši pop videospot      | Da        |
| 2008 | »When You're Gone« | Videospot leta               | Da        |
| 2008 | Avril Lavigne      | Ustvarjalec leta             | Da        |

## ITA Nickelodeon Kids' Choice Awards
| Leto | Delo          | Kategorija                                        | Osvojeno? |
| ---- | ------------- | ------------------------------------------------- | --------- |
| 2007 | Avril Lavigne | Najboljši mednarodni ustvarjalec/glasbena skupina | Da        |
| 2008 | Avril Lavigne | Najljubša ženska pevka                            | Da        |
| 2009 | Avril Lavigne | Najljubša ženska pevka                            | Da        |

## Ivor Novello Awards
| Leto | Delo          | Kategorija                | Osvojeno? |
| ---- | ------------- | ------------------------- | --------- |
| 2003 | »Complicated« | Mednarodna uspešnica leta | Da        |

## Japan Golden Disc Awards
| Leto | Delo                        | Kategorija                      | Osvojeno? |
| ---- | --------------------------- | ------------------------------- | --------- |
| 2003 | Avril Lavigne               | Ustvarjalec leta                | Da        |
| 2003 | Avril Lavigne               | Novi ustvarjalec leta           | Da        |
| 2003 | Let Go                      | Rock&pop album leta             | Da        |
| 2005 | Under My Skin               | Rock&pop album leta             | Da        |
| 2006 | Bonez Tour: Live at Budokan | Videospot leta                  | Da        |
| 2008 | Avril Lavigne               | Ustvarjalec leta                | Da        |
| 2008 | »Girlfriend«                | Zvonenje leta                   | Da        |
| 2008 | »Girlfriend«                | Pesem z mobilnega telefona leta | Da        |
| 2008 | The Best Damn Thing         | Album leta                      | Da        |
| 2008 | The Best Damn Thing         | Najboljši 3 albumi              | Da        |

## Juno Awards
| Leto | Delo                | Kategorija                       | Osvojeno? |
| ---- | ------------------- | -------------------------------- | --------- |
| 2003 | Avril Lavigne       | Najboljši mednarodni ustvarjalec | Da        |
| 2003 | »Complicated«       | Singl leta                       | Da        |
| 2003 | Let Go              | Najboljši pop vokalni album      | Da        |
| 2003 | Let Go              | Album leta                       | Da        |
| 2003 | Avril Lavigne       | Tekstopiska leta                 | Ne        |
| 2003 | »Sk8er Boi«         | Izbira oboževalcev               | Ne        |
| 2004 | My World            | Glasbeni DVD leta                | Ne        |
| 2004 | »I'm with You«      | Izbira oboževalcev               | Ne        |
| 2005 | Avril Lavigne       | Ustvarjalec leta                 | Da        |
| 2005 | »Nobody's Home«     | Izbira oboževalcev               | Da        |
| 2005 | Under My Skin       | Najboljši pop vokalni album      | Da        |
| 2005 | Under My Skin       | Album leta                       | Ne        |
| 2005 | Avril Lavigne       | Tekstopiska leta                 | Ne        |
| 2008 | Avril Lavigne       | Ustvarjalec leta                 | Ne        |
| 2008 | Avril Lavigne       | Tekstopiska leta                 | Ne        |
| 2008 | »Hot«               | Izbira oboževalcev               | Ne        |
| 2008 | The Best Damn Thing | Album leta                       | Ne        |
| 2008 | »Girlfriend«        | Singl leta                       | Ne        |
| 2011 | »Wavin' Flag«       | Singl leta                       | Da        |

## Los Premios MTV Latinoamérica
| Leto | Delo          | Kategorija                            | Osvojeno? |
| ---- | ------------- | ------------------------------------- | --------- |
| 2002 | Avril Lavigne | Najboljši mednarodni novi ustvarjalec | Da        |
| 2002 | Avril Lavigne | Najboljši mednarodni pop ustvarjalec  | Ne        |
| 2003 | Avril Lavigne | Najboljši mednarodni pop ustvarjalec  | Da        |
| 2004 | Avril Lavigne | Najboljši mednarodni pop ustvarjalec  | Da        |
| 2007 | Avril Lavigne | Najboljši mednarodni pop ustvarjalec  | Da        |
| 2007 | »Girlfriend«  | Pesem leta                            | Da        |

## Meteor Awards
| Leto | Delo          | Kategorija                              | Osvojeno? |
| ---- | ------------- | --------------------------------------- | --------- |
| 2003 | Avril Lavigne | Najboljša mednarodna ženska ustvarjalka | Da        |
| 2005 | Avril Lavigne | Najboljša mednarodna ženska ustvarjalka | Da        |
| 2008 | Avril Lavigne | Najboljša mednarodna ženska ustvarjalka | Da        |

## Meus Prêmios Nick
| Leto | Delo          | Kategorija                       | Osvojeno? |
| ---- | ------------- | -------------------------------- | --------- |
| 2005 | Avril Lavigne | Najboljša mednarodna ustvarjalka | Da        |

## MTV Awards

### MTV Asia Awards
| Leto | Delo                     | Kategorija                              | Osvojeno? |
| ---- | ------------------------ | --------------------------------------- | --------- |
| 2003 | Avril Lavigne            | Najboljši mednarodni novi ustvarjalec   | Da        |
| 2003 | Avril Lavigne            | Najboljša mednarodna ženska ustvarjalka | Da        |
| 2003 | Avril Lavigne            | Nagrada za stil                         | Da        |
| 2005 | Avril Lavigne            | Najboljša mednarodna ženska ustvarjalka | Da        |
| 2008 | Avril Lavigne            | Najboljša mednarodna ženska ustvarjalka | Ne        |
| 2008 | Remix pesmi »Girlfriend« | Najboljša pesem                         | Ne        |

### MTV Europe Music Awards
| Leto | Delo                | Kategorija                      | Osvojeno? |
| ---- | ------------------- | ------------------------------- | --------- |
| 2002 | Avril Lavigne       | Najboljši novi ustvarjalec      | Ne        |
| 2004 | Avril Lavigne       | Najboljša ženska ustvarjalka    | Ne        |
| 2004 | Avril Lavigne       | Najboljši pop ustvarjalec       | Ne        |
| 2007 | »Girlfriend«        | Pesem, ki te zasvoji            | Da        |
| 2007 | Avril Lavigne       | Najboljši samostojni ustvarjlec | Da        |
| 2007 | The Best Damn Thing | Album leta                      | Ne        |

### MTV Fan Music Awards
| Leto | Delo            | Kategorija                     | Osvojeno? |
| ---- | --------------- | ------------------------------ | --------- |
| 2011 | »What The Hell« | Pesem leta                     | Da        |
| 2011 | »Alice«         | Najboljša filmska pesem        | Da        |
| 2011 | Goodbye Lullaby | Album leta                     | Ne        |
| 2011 | Avril Lavigne   | Najboljši ameriški ustvarjalec | Ne        |
| 2011 | Avril Lavigne   | Najboljša moda                 | Ne        |

### MTV Russian Music Awards
| Leto | Delo          | Kategorija                       | Osvojeno? |
| ---- | ------------- | -------------------------------- | --------- |
| 2007 | Avril Lavigne | Najboljša mednarodna ustvarjalka | Da        |

### MTV Video Music Awards
| Leto | Delo            | Kategorija                    | Osvojeno? |
| ---- | --------------- | ----------------------------- | --------- |
| 2002 | »Complicated«   | Novi ustvarjalec v videospotu | Da        |
| 2003 | »Sk8er Boi«     | Najboljši pop videospot       | Ne        |
| 2003 | »I'm With You«  | Najboljši ženski videospot    | Ne        |
| 2004 | »Don't Tell Me« | Najboljši pop videospot       | Ne        |
| 2007 | »Girlfriend«    | Pošastni singl leta           | Ne        |

### MTV Video Music Awards Japan
| Leto | Delo                | Kategorija                             | Osvojeno? |
| ---- | ------------------- | -------------------------------------- | --------- |
| 2003 | »Complicated«       | Videospot leta                         | Ne        |
| 2003 | »Complicated«       | Najboljši videospot novega ustvarjalca | Da        |
| 2003 | »Complicated«       | Najboljši ženski videospot             | Ne        |
| 2003 | Let Go              | Album leta                             | Ne        |
| 2005 | »My Happy Ending«   | Najboljši ženski videospot             | Ne        |
| 2008 | »Girlfriend«        | Najboljši pop videospot                | Da        |
| 2008 | »Girlfriend«        | Najboljša karaoke pesem                | Ne        |
| 2008 | The Best Damn Thing | Album leta                             | Ne        |
| 2011 | »Alice«             | Najboljši videospot iz filma           | Da        |
| 2011 | »Alice«             | Najboljša karaoke pesem                | Ne        |

### MTV Video Music Brasil
| Leto | Delo            | Kategorija                     | Osvojeno? |
| ---- | --------------- | ------------------------------ | --------- |
| 2003 | »Complicated«   | Najboljši mednarodni videospot | Ne        |
| 2004 | »Don't Tell Me« | Najboljši mednarodni videospot | Ne        |
| 2005 | »He Wasn't«     | Najboljši mednarodni videospot | Ne        |

### MTV LA Awards
| Leto | Delo          | Kategorija             | Osvojeno? |
| ---- | ------------- | ---------------------- | --------- |
| 2011 | Avril Lavigne | Bitka glasbenih skupin | Da        |

## MuchMusic Video Awards
| Leto | Delo            | Kategorija                                       | Osvojeno? |
| ---- | --------------- | ------------------------------------------------ | --------- |
| 2003 | »Sk8er Boi«     | Najboljši kanadski mednarodni videospot          | Da        |
| 2003 | Avril Lavigne   | Izbira občinstva: Najljubši kanadski ustvarjalec | Da        |
| 2004 | »Don't Tell Me« | Najboljši videospot kanadskega ustvarjalca       | Da        |
| 2004 | Avril Lavigne   | Izbira občinstva: Najboljši kanadski ustvarjalec | Da        |
| 2007 | »Girlfriend«    | Najboljši videospot kanadskega ustvarjalca       | Da        |
| 2007 | Avril Lavigne   | Izbira občinstva: Najljubši kanadski ustvarjalec | Da        |
| 2008 | Avril Lavigne   | Izbira občinstva: Najljubši kanadski ustvarjalec | Da        |
| 2008 | »Girlfriend«    | Največkrat ogledani videospot                    | Ne        |
| 2010 | Avril Lavigne   | Izbira občinstva: Najljubši kanadski ustvarjalec | Ne        |
| 2010 | »Alice«         | Največkrat ogledani videospot                    | Ne        |
| 2010 | »Alice«         | Najboljši mednarodni kanadski videospot          | Ne        |
| 2011 | Avril Lavigne   | Izbira občinstva: Najljubši kanadski ustvarjalec | Ne        |
| 2011 | »What the Hell« | Izbira občinstva: Najljubši kanadski ustvarjalec | Ne        |

## MYX Music Awards
| Leto | Delo         | Kategorija                     | Osvojeno? |
| ---- | ------------ | ------------------------------ | --------- |
| 2008 | »Girlfriend« | Najljubši mednarodni videospot | Ne        |

## Nickelodeon Kids' Choice Awards
| Leto | Delo          | Kategorija             | Osvojeno? |
| ---- | ------------- | ---------------------- | --------- |
| 2003 | »Sk8er Boi«   | Najljubša pesem        | Da        |
| 2004 | Avril Lavigne | Najljubša ženska pevka | Da        |
| 2005 | Avril Lavigne | Najljubša ženska pevka | Da        |
| 2008 | »Girlfriend«  | Najljubša pesem        | Da        |

## Nickelodeon Kids' Choice Awards Mexico
| Leto | Delo    | Kategorija      | Osvojeno?                      |    |
| ---- | ------- | --------------- | ------------------------------ | -- |
| 2010 | »Alice« | Najljubša pesem | Najljubši mednarodni videospot | Ne |

## NME Carling Awards
| Leto | Delo          | Kategorija             | Osvojeno? |
| ---- | ------------- | ---------------------- | --------- |
| 2003 | Avril Lavigne | Najprivlačnejša ženska | Da        |

## NRJ Music Awards
| Leto | Delo          | Kategorija                              | Osvojeno? |
| ---- | ------------- | --------------------------------------- | --------- |
| 2005 | Avril Lavigne | Najljubša mednarodna ženska ustvarjalka | Da        |
| 2008 | Avril Lavigne | Najljubša mednarodna ženska ustvarjalka | Da        |

## Oye Awards
| Leto | Delo                | Kategorija                     | Osvojeno? |
| ---- | ------------------- | ------------------------------ | --------- |
| 2003 | Let Go              | Najboljši mednarodni videospot | Da        |
| 2003 | Let Go              | Preboj leta                    | Da        |
| 2004 | Under My Skin       | Najboljši mednarodni album     | Da        |
| 2007 | The Best Damn Thing | Najboljši mednarodni album     | Ne        |
| 2007 | »Girlfriend«        | Najboljša mednarodna pesem     | Ne        |

## Paja Awards
| Leto | Delo                | Kategorija             | Osvojeno? |
| ---- | ------------------- | ---------------------- | --------- |
| 2007 | Avril Lavigne       | Najljubša ženska pevka | Da        |
| 2007 | »When You're Gone«  | Singl leta             | Da        |
| 2007 | The Best Damn Thing | Album leta             | Ne        |

## People's Choice Awards
| Leto | Delo          | Kategorija                   | Osvojeno? |
| ---- | ------------- | ---------------------------- | --------- |
| 2005 | Avril Lavigne | Najboljša ženska ustvarjalka | Ne        |

## Planeta Awards
| Leto | Delo                     | Kategorija                   | Osvojeno? |
| ---- | ------------------------ | ---------------------------- | --------- |
| 2007 | »Girlfriend«             | Najboljši solo leta          | Da        |
| 2007 | »When You're Gone«       | Najboljša balada             | Da        |
| 2007 | »When You're Gone«       | Najboljši pop vokalni nastop | Ne        |
| 2007 | Remix pesmi »Girlfriend« | Hip hop/pop pesem leta       | Ne        |

## Pop Ladies MTV Germany
| Leto | Delo          | Kategorija          | Osvojeno? |
| ---- | ------------- | ------------------- | --------- |
| 2007 | Avril Lavigne | Dama popa leta 2007 | Ne        |

## Popstars Awards
| Leto | Delo          | Kategorija                   | Osvojeno? |
| ---- | ------------- | ---------------------------- | --------- |
| 2008 | Avril Lavigne | Najboljša ženska ustvarjalka | Ne        |
| 2008 | »Girlfriend«  | Najboljši videospot          | Ne        |

## PortalMix.com
| Leto | Delo                | Kategorija            | Osvojeno? |
| ---- | ------------------- | --------------------- | --------- |
| 2007 | The Best Damn Thing | Mednarodni album leta | Da        |

## Radio Music Awards
| Leto | Delo          | Kategorija                   | Osvojeno? |
| ---- | ------------- | ---------------------------- | --------- |
| 2003 | »Complicated« | Pesem leta z modernega radia | Da        |
| 2005 | Avril Lavigne | Ustvarjalec leta             | Da        |

## Satellite Award
| Leto | Delo    | Kategorija                 | Osvojeno? |
| ---- | ------- | -------------------------- | --------- |
| 2010 | »Alice« | Najboljša originalna pesem | Ne        |

## Socan Awards
| Leto | Delo               | Kategorija          | Osvojeno? |
| ---- | ------------------ | ------------------- | --------- |
| 2003 | »Complicated«      | Najboljša pop pesem | Da        |
| 2003 | »I'm with You«     | Najboljša pop pesem | Da        |
| 2003 | »Sk8er Boi«        | Najboljša pop pesem | Da        |
| 2005 | »Don't Tell Me«    | Najboljša pop pesem | Da        |
| 2005 | »My Happy Ending«  | Najboljša pop pesem | Da        |
| 2005 | »Nobody's Home«    | Najboljša pop pesem | Da        |
| 2008 | »Keep Holding On«  | Najboljša pop pesem | Da        |
| 2008 | »When You're Gone« | Najboljša pop pesem | Da        |
| 2008 | »Girlfriend«       | Najboljša pop pesem | Da        |

## Spike Guys Choice Awards
| Leto | Delo          | Kategorija             | Osvojeno? |
| ---- | ------------- | ---------------------- | --------- |
| 2008 | Avril Lavigne | Najprivlačnejša sirena | Ne        |

## Teen Choice Awards
| Leto | Delo           | Kategorija                   | Osvojeno? |
| ---- | -------------- | ---------------------------- | --------- |
| 2003 | Avril Lavigne  | Izbira ženske modne ikone    | Da        |
| 2003 | »I'm With You« | Izbira ljubezenske pesmi     | Da        |
| 2003 | »Sk8er Boi«    | Izbira singla                | Da        |
| 2003 | Let Go         | Izbira glasbenega albuma     | Ne        |
| 2007 | »Girlfriend«   | Izbira singla                | Da        |
| 2007 | Avril Lavigne  | Izbira ženske pevke          | Da        |
| 2007 | Avril Lavigne  | Izbira poletnega ustvarjalca | Ne        |

## TMF Awards
| Leto | Delo                | Kategorija                         | Osvojeno? |
| ---- | ------------------- | ---------------------------------- | --------- |
| 2003 | »Complicated«       | Najboljši mednarodni videospot     | Da        |
| 2003 | Avril Lavigne       | Najboljši mednarodni rock          | Da        |
| 2007 | Avril Lavigne       | Najboljša mednarodna ženska        | Ne        |
| 2007 | Avril Lavigne       | Najboljši mednarodni rock          | Ne        |
| 2007 | Avril Lavigne       | Najboljši mednarodni pop           | Ne        |
| 2007 | Avril Lavigne       | Najboljši mednarodni nastop v živo | Ne        |
| 2007 | »Girlfriend«        | Najboljši mednarodni videospot     | Ne        |
| 2007 | The Best Damn Thing | Najboljši mednarodni album         | Ne        |
| 2008 | Avril Lavigne       | Najboljša mednarodna ženska        | Ne        |
| 2008 | Avril Lavigne       | Najboljši mednarodni pop           | Ne        |

## TRL Awards
| Leto | Delo          | Kategorija                       | Osvojeno? |
| ---- | ------------- | -------------------------------- | --------- |
| 2003 | Avril Lavigne | Prva dama                        | Ne        |
| 2006 | Avril Lavigne | Prva dama                        | Da        |
| 2008 | Avril Lavigne | Prva dama                        | Da        |
| 2008 | »Girlfriend«  | Uspešnica leta                   | Ne        |
| 2010 | Avril Lavigne | Najboljši mednarodni ustvarjalec | Ne        |
| 2010 | »Alice«       | Najboljši videospot              | Ne        |
| 2011 | Avril Lavigne | Najboljši izgled                 | Da        |
| 2011 | Avril Lavigne | Nagrada za najboljšo žensko      | Ne        |

## UK Nickelodeon Kids' Choice Awards
| Leto | Delo          | Kategorija             | Osvojeno? |
| ---- | ------------- | ---------------------- | --------- |
| 2007 | »Girlfriend«  | Najboljši videospot    | Da        |
| 2007 | Avril Lavigne | Najljubša ženska pevka | Da        |

## Virgin Media Music Awards
| Leto | Delo          | Kategorija                              | Osvojeno? |
| ---- | ------------- | --------------------------------------- | --------- |
| 2007 | Avril Lavigne | Najboljši mednarodni akt                | Da        |
| 2007 | Avril Lavigne | Najboljša mednarodna ženska ustvarjalka | Ne        |
| 2007 | »Girlfriend«  | Najboljša pesem                         | Ne        |

## World Music Awards
| Leto | Delo          | Kategorija                                                    | Osvojeno? |
| ---- | ------------- | ------------------------------------------------------------- | --------- |
| 2002 | Avril Lavigne | Najbolje prodajan kanadski pop rock ustvarjalec na svetu leta | Da        |
| 2003 | Avril Lavigne | Najbolje prodajan kanadski pop rock ustvarjalec na svetu leta | Da        |
| 2004 | Avril Lavigne | Najbolje prodajan pop rock ustvarjalec na svetu leta          | Da        |
| 2004 | Avril Lavigne | Najbolje prodajan ustvarjalec leta                            | Da        |
| 2007 | Avril Lavigne | Najbolje prodajana ženska pop rock ustvarjalka na svetu leta  | Da        |
| 2007 | Avril Lavigne | Najbolje prodajan kanadski ustvarjalec na svetu leta          | Da        |